# Аркалик
Аркали́к (каз. Арқалық) — місто обласного підпорядкування, центр Аркалицької міської адміністрації Костанайської області Казахстану.
Населення — 29589 осіб (2021; 28169 у 2009, 45736 у 1999, 62367 у 1989).

## Історія
Місто було засноване 1956 року як селище геологів. Зародження міста почалось у повоєнні роки через значні поклади бокситів. 17 травня 1956 року було ухвалено спільне рішення ЦК КПРС та Ради Міністрів СРСР про введення в експлуатацію Торгайських бокситових копалень. У 1960-ті роки Аркалик був оголошений Всесоюзним ударним комсомольським будівництвом, сюди приїжджала молодь з усього СРСР. 1965 року Аркалик отримав статус міста, 1971 року став центром новоствореної Тургайської області. У 1980-ті роки місто мало найбільший розвиток, тут працювали м'ясокомбінат, молокозавод, елеватор, керамічна та швейна фабрики, завод радіодеталей, почалось будівництво авторемонтного заводу. Тут добувалось 20 % усього бокситу СРСР. 1988 року Торгайська область була ліквідована, а територія поділена між Акмолинської та Костанайською областями. З міста було вивезено низку установ, заморожено деякі підприємства. 1990 року Тургайська область була відновлена й Аркалик знову став обласним центром. Занепад міста припав на 1993—1994 роки, почався відтік населення. Якщо 1991 року чисельність становила 65 тисяч осіб, то станом на 1999 рік — 46 тисяча, а 2009 року вона склала всього 28 тисяч осіб. 1997 року Торгайська область була ліквідована вдруге. Низка мікрорайонів була повністю закинуті. На початку 21 століття місцевою владою була проведена кампанія про переселення населення міста у компактні межі в центральній його частині, задля нормального водо- та електропостачання.